# Pedro Brescia Cafferata
Pedro Francisco Brescia Cafferata (Lima, 1921 − ibídem, 21 de diciembre de 2014) fue un empresario, banquero e ingeniero agrónomo peruano, junto a su hermano Mario Brescia Cafferata (1929-2013) lideraba el Grupo Breca (inmobiliarias, seguros, hoteles, minería e industria). En la revista Perú Económico, Pedro Brescia figuró en noveno lugar en el ranking de los más poderosos del Perú, en el grupo top del Perú.

## Biografía

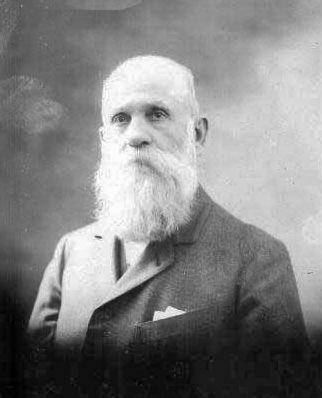
Pedro Cafferata Battilana, abuelo materno de Pedro Brescia.

Hijo del migrante italiano Fortunato Brescia Tassano, quien llegó al Perú en 1889 y de la dama huaracina Catalina Cafferata Peñaranda (n. 1894), quien fue hija del cónsul de Italia en Huaraz, y empresario minero en Chacas, Pedro Cafferata Battilana. La pareja se conoció en Huaraz durante un viaje de negocios de Fortunato Brescia al valle del río Santa. Se casaron en Lima en 1919.
Pedro Brescia nació en Lima en 1921, realizó sus estudios escolares en los colegios Umberto I y Antonio Raimondi y estudió agronomía en la Universidad Nacional Agraria La Molina, de donde egresó en 1945 y obtuvo su título de ingeniero agronómo en 1961, con una tesis que trataba de como lotizar una de sus haciendas para uso urbano.
Junto a su hermano Mario y con el apoyo de sus hermanas, desarrolla el grupo empresarial diversificado fundado por sus padres (familia Brescia Cafferata) a inicios del siglo XIX. Desde entonces el Grupo Breca ha tenido un desarrollo dinámico, hasta ser en la primera década del siglo XIX uno de los principales grupos empresariales del Perú, con importantes inversiones a nivel latinoamericano y algunas de alcance mundial.
A partir de 1971, el Grupo Breca se convierte en uno de los principales accionistas del Banco de Crédito del Perú y en 1979, Pedro Brescia Cafferata junto con Luis Nicolini, Carlos Verme, Tulio Ghio, Juan Francisco Raffo y otros accionistas peruanos bajo el liderazgo de Dionisio Romero Seminario, toman el control del banco en la Junta General de Accionistas, desplazando de la Presidencia del Directorio y de la Gerencia General al principal accionista, la Banca Commerciale Italiana. Posteriormente se retiran del Banco de Crédito para luego volver a la banca al adquirir en 1995, de manera paraitaria con el grupo español BBVA las acciones del Banco Continental (hoy BBVA Continental).
En 1986, Pedro Brescia Cafferata y Dionisio Romero Seminario intentan tomar el control de la Cervecería Backus & Johnston, pero fracasan. En el 2002, el Grupo Breca, principal accionista peruano de la Unión de Cervecerías Backus & Johnston, venden el 22% de las acciones a Bavaria de Colombia por US$ 420 millones.
Entre las más importantes empresas de este conglomerado se encuentran: Tecnológica de Alimentos (TASA), (que en el 2006, adquirió Sipesa, la ex-pesquera del grupo Galsky), Rimac Int. (seguros), Exsa (explosivos), Minsur (producción de estaño del 12% a nivel mundial) e Inversiones Nacionales de Turismo (con la cadena hotelera Libertador). Participan, además, en el BBVA Continental y en AFP Horizonte, como socios del grupo español BBVA.
En 2013, renunció a la presidencia de Rímac Seguros y del BBVA Continental.
Falleció el 21 de diciembre de 2014 en Lima, a los 93 años a causa de su avanzada edad.

## Fortuna
En 1996, la revista Forbes calculó la fortuna de la familia Brescia en $1000 millones de dólares, siendo el grupo empresarial más rico del Perú. Sin embargo al igual que Alberto Benavides de la Quintana o Dionisio Romero Seminario (números 2 y 4 en patrimonio respectivamente) después de 1996, los Brescia han aparecido en la edición de la revista Forbes 2013.
Al año 2005, se calculaba los $5.000 millones (de acuerdo a Caretas). A febrero del 2011 la fortuna de los Brescia bordeaba  los $ 8.200 millones.